# Mona Barthel
Mona Barthel (Bad Segeberg, Alemanya Occidental, 11 de juliol del 1990) és una tennista professional alemanya.
Ha guanyat quatre títols individuals i tres més en dobles en el circuit WTA. Va arribar al 23è lloc del rànquing individual l'any 2013.

## Biografia
Filla de Wolfgang i Hannelore Barthel. La seva mare és doctora en física i el seu pare metge, que va guanyar l'esdeveniment de llançament de pes en el 1970 de l'European Junior Athletics Championships a París, Té una germana més gran anomenada Sunna que també va jugar a tennis però es va retirar per una lesió. La família es va traslladar a Neumünster, on va completar el seu Abitur el 2009, havent anat a l'escola Klaus Groth Schule.

## Carrera

### 2007
Barthel va jugar el seu primer torneig ITF el 2007 de juliol a Frinton on es va classificar per al torneig principal i va arribar als quarts de final, on va perdre davant Jade Curtis.

### 2008
El juliol del 2008, va arribar a les finals del torneig Frinton, perdent davant Tara Moore, i al torneig Gausdal de $10.000, perdent davant Svenja Weidemann. També va arribar a la final de dobles de Gausdal fent de companya de Svenja Weidemann, perdent davant Tegan Edwards i Marcella Koek.

### 2010
El seu primer torneig va ser el gener del 2010 en el torneig de 10.000$ de Wrexham, on va derrotar Anne Kremer en la final. El febrer del 2010, va arribar a la final de dobles del torneig de 50,000$+H de Biberach fent de companya de Carmen Klaschka, perdent contra Stephanie Cohen-Aloro i Selima Sfar. L'abril del 2010, all va guanyar el títol d'individuals del torneig de 50.000$ a Torhout, derrotant a Rebecca Marino en la final, i també va guanyar en dobles associant-se amb Justine Ozga, derrotant-hi a Hana Birnerová i Ekaterina Bychkova en la final.

### 2011
Barthel va començar el 2011 arribant a la final dels dos tornejos de 25k$ de l'ITF, guanyant-los tots dos. Llavors es va classificar pel Roland Garros del 2011 i va derrotar a Sybille Bammer en primera ronda guanyant el seu primer partit de quadre principal en una grand slam. Després va perdre en la segona ronda amb la núm. 14 del món Anastassia Pavliutxénkova.
Després va jugar l'Open e-Boks Sony Ericsson 2011 i va avançar a la seva primera semifinal WTA en derrotar dos caps de sèrie en el camí. En la semifinal ella va perdre amb la finalment campiona i núm. 1 del món Caroline Wozniacki.
Barthel llavors va classificar-se per al Wimbledon Championships 2011 sense perdre cap set en les rondes de classificació.

## Palmarès: 7 (4−3)

### Individual: 7 (4−3)
| Llegenda                                  |
| ----------------------------------------- |
| Grand Slam (0−0)                          |
| WTA Tour Championships / WTA Finals (0−0) |
| Premier Mandatory (0−0)                   |
| Premier 5 (0−0)                           |
| Premier (1−0)                             |
| International (3−3)                       |

| Títols per superfície |
| --------------------- |
| Dura (2−2)            |
| Gespa (0−0)           |
| Terra batuda (2−1)    |

| Resultat   | Núm. | Data                 | Torneig                | Superfície   | Oponent            | Marcador         |
| ---------- | ---- | -------------------- | ---------------------- | ------------ | ------------------ | ---------------- |
| Guanyadora | 1.   | 14 de gener de 2012  | Hobart, Austràlia      | Dura         | Yanina Wickmayer   | 6−1, 6−2         |
| Finalista  | 1.   | 12 de gener de 2013  | Hobart                 | Dura         | Ielena Vesninà     | 3−6, 4−6         |
| Guanyadora | 2.   | 3 de febrer de 2013  | París, França          | Dura (i)     | Sara Errani        | 7−5, 7−6(4)      |
| Guanyadora | 3.   | 20 de juliol de 2014 | Båstad, Suècia         | Terra batuda | Chanelle Scheepers | 6−3, 7−6(3)      |
| Finalista  | 2.   | 19 de juliol de 2015 | Båstad                 | Terra batuda | Johanna Larsson    | 3−6, 6−7(2)      |
| Finalista  | 3.   | 25 d'octubre de 2015 | Luxemburg, Luxemburg   | Dura (i)     | Misaki Doi         | 4−6, 7−6(7), 0−6 |
| Guanyadora | 4.   | 6 de maig de 2017    | Praga, República Txeca | Terra batuda | Kristýna Plíšková  | 2−6, 7−5, 6−2    |

### Dobles: 4 (3−1)
| Llegenda                                  |
| ----------------------------------------- |
| Grand Slam (0−0)                          |
| WTA Tour Championships / WTA Finals (0−0) |
| Premier Mandatory (0−0)                   |
| Premier 5 (0−0)                           |
| Premier (2−0)                             |
| International (1−1)                       |

| Títols per superfície |
| --------------------- |
| Dura (1−1)            |
| Gespa (0−0)           |
| Terra batuda (2−0)    |

| Resultat   | Núm. | Data                   | Torneig              | Superfície       | Parella            | Oponents                                       | Marcador         |
| ---------- | ---- | ---------------------- | -------------------- | ---------------- | ------------------ | ---------------------------------------------- | ---------------- |
| Guanyadora | 1.   | 28 d'abril de 2013     | Stuttgart, Alemanya  | Terra batuda (i) | Sabine Lisicki     | Bethanie Mattek-Sands Sania Mirza              | 6−4, 7−5         |
| Finalista  | 1.   | 21 de setembre de 2014 | Seül, Corea del Sud  | Dura             | Mandy Minella      | Lara Arruabarrena Irina-Camelia Begu           | 3−6, 3−6         |
| Guanyadora | 2.   | 25 d'octubre de 2015   | Luxemburg, Luxemburg | Dura (i)         | Laura Siegemund    | Anabel Medina Garrigues Arantxa Parra Santonja | 6−2, 7−6(2)      |
| Guanyadora | 3.   | 28 d'abril de 2019     | Stuttgart (2)        | Terra batuda (i) | Anna-Lena Friedsam | Anastassia Pavliutxénkova Lucie Šafářová       | 2−6, 6−3, [10−6] |

### Circuit ITF

#### Individual: 6 (3–3)
| Circuit ITF             |
| ----------------------- |
| Torneigs 100.000$ (0−0) |
| Torneigs 75.000$ (1−0)  |
| Torneigs 50.000$ (2−1)  |
| Torneigs 25.000$ (1−1)  |
| Torneigs 15.000$ (0−0)  |
| Torneigs 10.000$ (1−2)  |

| Títols per superfície |
| --------------------- |
| Dura (4−3)            |
| Gespa (0−1)           |
| Terra batuda (1−0)    |

| Resultat   | Núm. | Data                    | Torneig                     | Superfície   | Oponent             | Marcador      |
| ---------- | ---- | ----------------------- | --------------------------- | ------------ | ------------------- | ------------- |
| Finalista  | 1.   | 19 de juliol 2008       | Frinton, Regne Unit         | Gespa        | Tara Moore          | 5–7, 1–6      |
| Finalista  | 2.   | 26 de juliol del 2008   | Gausdal, Noruega            | Dura         | Svenja Weidemann    | 2–6, 3–6      |
| Guanyadora | 1.   | 24 de gener del 2010    | Wrexham, Regne Unit         | Dura         | Anne Kremer         | 6–1, 6–1      |
| Guanyadora | 2.   | 10 d'abril del 2010     | Torhout, Bèlgica            | Dura (i)     | Rebecca Marino      | 2–6, 6–4, 6–2 |
| Guanyadora | 3.   | 23 de gener del 2011    | Andrézieux-Bouthéon, França | Dura (i)     | Stephanie Vogt      | 6–3, 3–6, 6–4 |
| Finalista  | 3.   | 6 de febrer del 2011    | Sutton, Regne Unit          | Dura (i)     | Kristina Mladenovic | 3–6, 6–1, 2–6 |
| Finalista  | 4.   | 14 d'agost del 2011     | Bronx, Estats Units         | Dura         | Andrea Hlaváčková   | 6–7(8), 3–6   |
| Guanyadora | 4.   | 10 de setembre del 2011 | Mestre, Itàlia              | Terra batuda | Garbiñe Muguruza    | 7–5, 6–2      |
| Guanyadora | 5.   | 25 de setembre del 2011 | Shrewsbury, Regne Unit      | Dura (i)     | Heather Watson      | 6–0, 6–3      |

#### Dobles (1–2)
| Circuit ITF             |
| ----------------------- |
| Torneigs 100.000$ (0−0) |
| Torneigs 75.000$ (0−0)  |
| Torneigs 50.000$ (1−1)  |
| Torneigs 25.000$ (0−0)  |
| Torneigs 15.000$ (0−0)  |
| Torneigs 10.000$ (0−1)  |

| Títols per superfície |
| --------------------- |
| Dura (1−2)            |
| Gespa (0−0)           |
| Terra batuda (0−0)    |

| Resultat   | Núm. | Data                  | Torneig            | Superfície | Parella          | Oponents                          | Marcador         |
| ---------- | ---- | --------------------- | ------------------ | ---------- | ---------------- | --------------------------------- | ---------------- |
| Finalista  | 1.   | 26 de juliol del 2008 | Gausdal, Noruega   | Dura       | Svenja Weidemann | Tegan Edwards Marcella Koek       | 6–1, 4–6, [8–10] |
| Finalista  | 2.   | 28 de febrer del 2010 | Biberach, Alemanya | Dura (i)   | Carmen Klaschka  | Stephanie Cohen-Aloro Selima Sfar | 7–5, 1–6, [5–10] |
| Guanyadora | 1.   | 9 d'abril del 2010    | Torhout, Bèlgica   | Dura (i)   | Justine Ozga     | Hana Birnerová Ekaterina Bychkova | 7–5, 6–2         |

## Trajectòria

### Individual
| Open d'Austràlia | A   | A  | 3R | 1R          | 3R          | 2R          | 1R  | 4R          | 2R          | 1R          | Q1          | 2R | 0 / 9  | 10 – 9 |
| Roland Garros | A   | 2R | 1R | 1R          | 3R          | 1R          | 1R  | 1R          | 1R          | 1R          | A           | Q2 | 0 / 9  | 3 – 9  |
| Wimbledon | Q1  | 1R | 1R | 2R          | 2R          | 1R          | 2R  | 1R          | 1R          | 1R          | NC          | 1R | 0 / 10 | 3 – 10 |
| US Open | Q1  | 2R | 1R | 2R          | 2R          | 3R          | 1R  | 1R          | 1R          | A           | A           |    | 0 / 8  | 5 – 8  |
| Jocs Olímpics | NC  | NC | 1R | No celebrat | No celebrat | No celebrat | A   | No celebrat | No celebrat | No celebrat | No celebrat | 1R | 0 / 2  | 0 – 2  |
| Rànquing a final d'any | 208 | 67 | 39 | 34          | 43          | 44          | 183 | 48          | 81          | 172         | 228         |    |        |        |
| Llegenda: G: Guanyadora; F: Finalista; SF: Semifinalista; QF: Quarts de final; Q: Qualificació; A: Absent; RR: Round Robin; |     |    |    |             |             |             |     |             |             |             |             |    |        |        |

### Dobles femenins
| Open d'Austràlia | A | 1R  | 1R | 1R  | 2R | 1R  | A   | 2R  | 1R  | 1R  | 2R | 0 / 9 | 3 – 9 |
| Roland Garros | A | 1R  | 2R | 1R  | 1R | A   | 1R  | A   | A   | A   | A  | 0 / 5 | 1 – 5 |
| Wimbledon | A | 1R  | 1R | 1R  | 3R | 1R  | 2R  | A   | 1R  | NC  | 2R | 0 / 8 | 4 – 8 |
| US Open | A | 2R  | 2R | 1R  | 2R | 1R  | 2R  | A   | A   | A   |    | 0 / 6 | 4 – 6 |
| Rànquing a final d'any | – | 255 | 89 | 111 | 67 | 787 | 232 | 134 | 106 | 122 |    |       |       |
| Llegenda: G: Guanyadora; F: Finalista; SF: Semifinalista; QF: Quarts de final; Q: Qualificació; A: Absent; RR: Round Robin; |   |     |    |     |    |     |     |     |     |     |    |       |       |